# Авианалёт на Уади-Дум
Авианалет на Уади-Дум — бомбардировка французскими военно-воздушными силами ливийской авиабазы Уади-Дум в северном Чаде, выполненная 16 февраля 1986 года, во время ливийско-чадского конфликта. В результате авиабаза была тяжело повреждена и на значительное время выведена из строя.

## Предпосылки
Согласно договоренности, достигнутой на Крите в сентябре 1984 года между главой Ливии Муаммаром Каддафи и президентом Франции Франсуа Миттераном, вооружённые силы обеих стран должны были покинуть Чад, который с августа предыдущего года был фактически разделен по Красной Линии вдоль 15-й (позднее — 16-й) параллели между поддержанными Ливией повстанческими силами GUNT на севере и контролируемым Хиссеном Хабре чадским правительством на юге. В то время, как Франция выполнила условия договоренности, Ливия лишь уменьшила своё присутствие, оставив на севере Чада от 3000 до 5000 своих солдат.
В период между 1984 и 1986 годами некоторые из составляющих фракции GUNT перешли на сторону центрального правительства. Чтобы предотвратить дезертирство союзников, Каддафи издал приказ силам GUNT начать новое наступление на позиции Хабре южнее Красной Линии.
Франция отреагировала 14 февраля началом операции «Ястреб», в рамках которой в Чад были введены 1200 французских военнослужащих и несколько эскадрилий самолётов «Мираж F-1» и «Ягуар». Одной из основных задач французского контингента была оборона столицы страны Нджамены от воздушных ударов ливийской авиации. Авиабаза Уади-Дум на севере Чада со взлётно-посадочной полосой длиной 3800 м была единственным аэродромом, с которого ливийские бомбардировщики имели возможность добираться до Нджамены без дозаправки в воздухе. Авиабаза была построена ливийцами между ноябрём 1984 года и октябрём 1985 года.
Удар по Уади-Дум должен был иметь не только стратегическое, но и большое политическое значение: авиабаза стала символом унижения Франции, которую Ливия обманула, не выведя войска согласно договоренности. Ударом по Уади-Дум французское правительство должно было продемонстрировать африканским союзникам решимость своих намерений.

## Атака
16 февраля восемь штурмовиков «Ягуар» и четыре истребителя прикрытия «Мираж F-1» вылетели из Банги (столицы Центральноафриканской республики) на Уади-Дум. Французские самолёты приблизились к авиабазе на очень малой высоте, благодаря чему ливийские радары и зенитно-ракетные комплексы не замечали их практически до самого момента удара. Самолёты совершили лишь один проход над целью, сбросив на взлетно-посадочную полосу около сорока бомб, тяжело его повредив и на несколько дней сделав непригодной для эксплуатации. Вся атака длилась меньше минуты.

## Реакция и последствия
Вскоре после атаки французский министр обороны Поль Киле доложил, что взлетная полоса авиабазы Уади-Дум разрушена. Авианалет поддержали все политические силы Франции за исключением коммунистической партии. На международной арене в поддержку французской акции высказались Соединённые Штаты; на конференции государств-франкофонов, что происходила в Париже с 17 по 19 февраля, акция была одобрена представителями большинства африканских государств.
Первой реакцией Каддафи на эту акцию было утверждение, что аэродром в Уади-Дум выполнял сугубо гражданские задачи, и что во время авиаудара погибли мирные люди. Но настоящим его ответом французам был рейд ливийского бомбардировщика Ту-22 на Нджамену, выполненный на следующий день, 17 февраля, с авиабазы Аузу. Эта атака не нанесла большого вреда (хотя во взлетно-посадочную полосу международного аэропорта Нджамены попали две бомбы из трёх, сброшенных ливийским самолётом), но имела большое символическое значение как доказательство того, что с потерей Уади-Дум ливийцы не потеряли возможности угрожать столице. Также это событие показало, что французский авиаудар не достиг своей основной цели — побудить Каддафи покинуть Чад; наоборот, после взаимной демонстрации силы решающая битва за контроль над Чадом стала неизбежной.

## Источник
- Facon, Patrick (1995); «Les guerres du tiers-monde»; Editions ATLAS; ISBN 2-7312-1199-7